# Зелена Євангелія
«Зелена Євангелія» — четверта збірка поезій українського поета  Богдана-Ігоря Антонича, що вийшла друком вже після смерті автора у 1938 року у львівському видавництві «Ізмарагд». Починається епіграфом: «Із всіх явищ найдивніше явище існування». 
Провідна тема збірки — зображення гармонії живого та неживого на землі, людина й одухотворена природа.

## Композиція і структура
У збірці Б.-І. Антонич використовує ту саму композиційну схему що й у попередній книзі«Книга Лева»: три глави, у яких розвивається поетична ідея («тріада»), розділені двома ліричними інтермецо. На думку Н. Колтакової, глави апелюють до глав Біблії. Натомість інтермецо — це один із засобів передання звуко-кольорового поетичного світу автора.
| «Зелена Євангелія»       | «Зелена Євангелія» |
| ------------------------ | --- |
| Перша глава              | «Запрошення», «Життя по грецьки біос», «До істот з зеленої зорі», «Епічний вечір», «Екстатичний восьмистроф», «Концерт» |
| Перше ліричне інтермеццо | «Перша глава Біблії», «Весільна», «Весільна ніч», «Хміль», «Два серця», «Тернина», «Підкови», «Барвінкова щирість», «Малий гимн», «Портрет теслі», «Теслів син», «Ярмарок», «Зозуля», «Наука», «До дна», «Мій цех»                          |
| Друга глава              | «Хліб насущний», «Бики й буки», «Знак дуба», «Ідольські ночі», «Схрещення», «Дует», «Сад» |
| Друге ліричне інтермеццо | «Корчмарські чари», «Косовиця», «Яворова повість», «Черемховий вірш», «Проповідь до риб», «Коропи», «Вільхи», «Калина», «Зима», «Захід», «Весна», «Вишні», «Міт», «Вітер століть», «Село», «Дахи», «Хати», «Поворот», «Країна благовіщення» |
| Третя глава              | «Дві глави з літургії кохання», «Золотоморе», «Руно», «Молитва за душі топільниць», «Посли ночі», «До гордої рослини, цебто до себе самого», «Дзвінкова пані», «Дім за зорею»                                                               |

## Ліричний герой
Ліричний герой поезії є спостерігачем довколишнього світу. Він тісно пов'язаний із довкіллям, тому активно зливається з ним. Звідси чимало уподібнень природі в текстах. 
Одним із найвідоміших прикладів злиття з природою ліричного героя є поезія «Вишні».

| Антонич був хрущем і жив колись на вишнях, На вишнях тих, що їх оспівував Шевченко. Моя країно зоряна, біблійна й пишна, квітчаста батьківщино вишні й соловейка! |
| |

Наскрізним у збірці є мотив творчості. Ліричний герой Б.-І. Антонича почувається поетом, творцем. Слово він сприймає не як абстракцію і знаки, а живий організм.
Крім того, вірш «Вишні» перегукується з художнім світом поезії Т. Шевченка «Садок вишневий коло хати». Водночас трактування образів своєрідне. Б.-І. Антонич ототожнює свого ліричного героя з хрущем, тобто частиною природного світу. Образи вишень і соловейка — національні вкраплення, зв'язок із рідною землею. Водночас це джерело натхнення. Отже, головна думка поезії — утвердження літературної спадкоємності.
|                 | Вірш "Вишні" ...висловлює зв'язок поета з традицією нашої національно поезії, а зокрема, з шевченківською. У цій традиції поет почуває себе одним дрібним тоном (малим хрущем), але зате врослим у неї глибоко й органічно, наче б сягав корінням ще шевченківських часів. |
| — Б.-І. Антонич | |

## Художні особливості

### Мотив біологізму
Колірна гама віршів збірки перегукується з образно-символічним змістом. Натрапляємо на низку рослинних елементів (трава, листя, квіти, дерева, кущі, зілля, хміль, барвінок, ліщина, явір, береза, лілеї, дуби, малина, смерека, вишні тощо). 
|                 | Поет відчуває, що, хоч його коріння втоплене в низинних хащах природи, природа допомагає йому підняти чоло до зір. ...Богдан-Ігор Антонич з чарівного й талановитого поета лемківських краєвидів став геніальним поетом-мислителем, поетом-містиком. |
| — Богдан Рубчак | |

Домінантним у збірці є образи землі, неба, сонця, місяця та зір. Крім того, центральний мотив поезій — прославлення буйноти життя, первісної, недоторканої людиною природи, вічних природних законів.
Поет не просто зображує природу чи передає свою прихильність і захоплення нею. Б.-І. Антонич буквально поклоняється біосу. Відтак поширеним є образи децентралізованих світил, що ростуть на деревах (зокрема в поезіях «Весна», «Село»).

### Екзистенційнімотиви
Поезії зі збірки символічні та передаючи філософські міркування автора. Однією з проблем у текстах постає питання людського існування. Про це зокрема зазначала М. Новикова.
|               | Існування тут — не факт, явище, і не просто явище, а диво: таємниця, космічний «обряд буття». |
| — М. Новикова |                                                                                               |

Поет осмислює екзистенційні мотиви крізь призму природного. Тому одним із засобів відображення існування у збірці є зелений колір, який контрастує із чорним — небуттям.
Б.-І. Антонич змальовує природу й людину в єдності, взаємозалежності. Збірка містить чимало рядків, у яких поет порівнює себе з тваринами та рослинами рідного краю. У минулому і в сучасному автор бачить себе і весь рід людський як маленький атом землі, природи. Циклічність природи, її ірраціональність стають у цій книжці для Антонича своєрідними релігійними процесами. Його погляди на вічність можна порівняти до інтерпретації вічності у буддистів: після шести реінкарнацій в рослинні й тваринні форми людська душа стає зорею у якомусь «занебесному» сузір'ї («Дім за зорею»). У «Зеленій Євангелії» виявлено витончену та художньо перевтілену містику.